# Great Orme

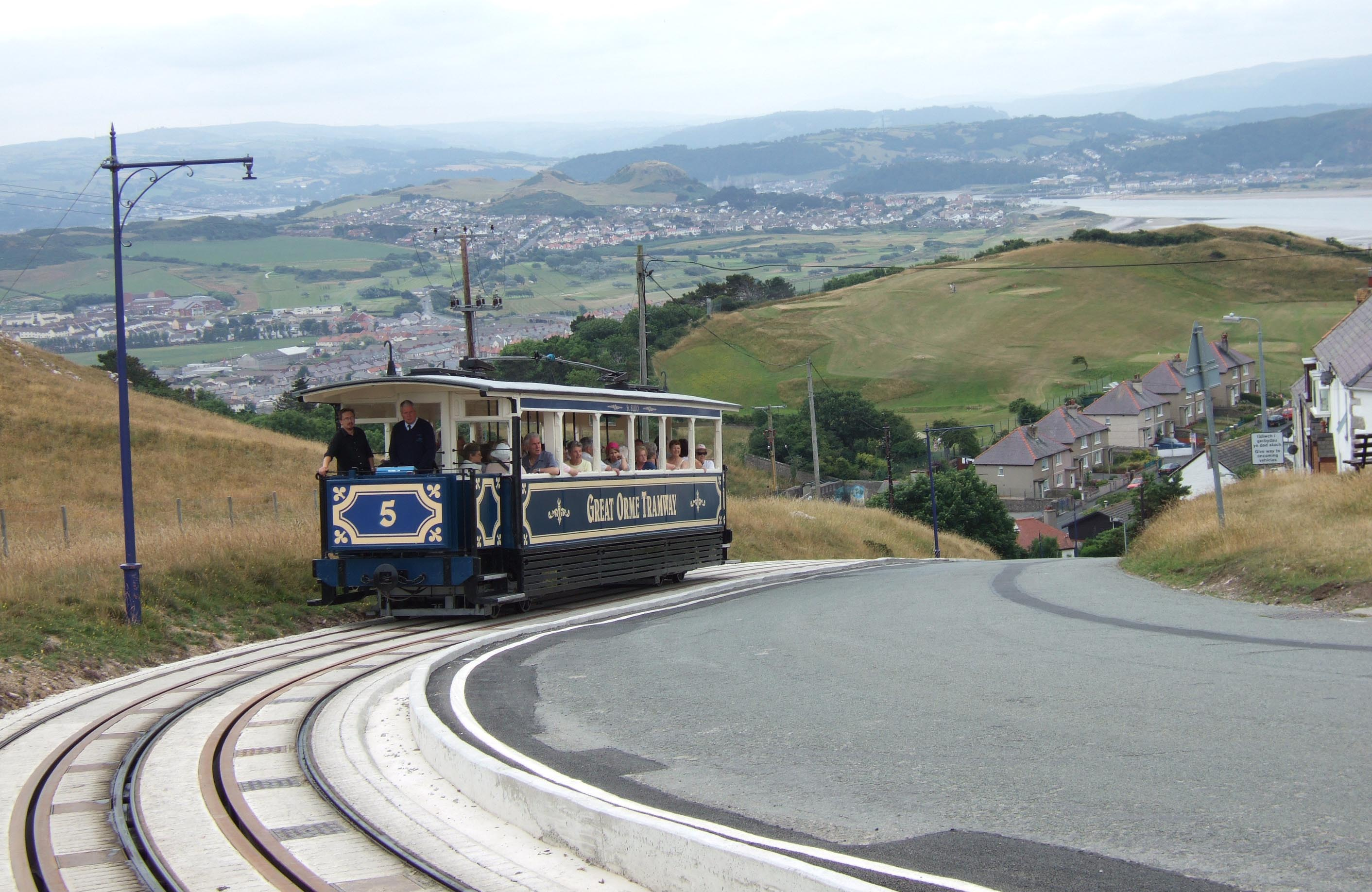
Great Orme Tramway på väg uppför kullen

Great Orme (kymriska: Y Gogarth eller Pen y Gogarth) är en kalkstensudde vid Wales norra kust, belägen vid orten Llandudno. Uddens högsta punkt är 207 meter över havet. Den har en primärfaktor på 201 meter.